# Mexikansk chiasalvia
Mexikansk chiasalvia (Salvia hispanica) är en kransblommig växtart som beskrevs av Carl von Linné. Mexikansk chiasalvia ingår i salviasläktet, och familjen kransblommiga växter. Inga underarter finns listade i Catalogue of Life. Växten har lång historia som kulturväxt i Mesoamerika, och dess frön – chiafrön – har i modern tid börjat marknadsföras som ett "superlivsmedel" (superfood) i Europa.

## Historia
Cirka 2600 f.Kr. började chiafrön användas som basföda hos folken i Mesoamerika (nuvarande Mexiko och Guatemala), där växten växer vilt. "Chiaväxten" tillhör släktet Salvia men odlas nuförtiden även i bland annat sydöstra Asien. I regionen omkring Pátzcuarosjön i Mexiko odlas i huvudsak tre lokala variationer av chia – röd, vit och brun chia. Namnen härstammar från färgen på fröna. Fröna var tillsammans med amarantfrö, majs och bönor befolkningens basföda, men när spanjorerna kom till Centralamerika förbjöd de odlingen av växten. Därefter överlevde odlingen av växten endast på avlägsna områden. Området kring Pátzcuarosjön är än idag hemvist för den ursprungliga varianten av chia.

## Popularitet
Redan innan vår tideräkning har chiafröna varit ett av aztekernas och Mayaindianernas baslivsmedel. 
Chiafrön blev särskilt populära under 2010-talet i samband med att fenomenet superfood blev trendigt. Även författaren Christopher McDougall bidrog till populariteten i och med att han hyllat fröna i sin bestseller Born to Run om långdistanslöparna i Mexiko, vilka är kända för sitt bruk av chiafrön.
Chiafrön har blivit kallade "bantarens dröm", "löparfödan", "ett mirakel" och "det ultimata superlivsmedlet". 

## Näringsinnehåll
Chiafrön innehåller rikligt med protein, fiber, vitaminer, mineraler, vegetabiliska oljor och antioxidanter. 
Chiafröet består till cirka 40 procent av värdefulla växtoljor och till cirka 20 procent av protein. Av mineralerna i fröet framhålls ofta magnesium, kalcium, järn och zink. Av vitaminerna nämns A, B1, B2 och B3. Vissa säger att i samband med vitaminernas och de övriga fetternas upplösning är halten av omega-3 fröets värdefullaste egenskap, i och med att halten är högre än i fisk, andra frön och nötter.
Fröet innehåller även stor halt kolhydrater (cirka 38 procent), varav 30 procent är olösliga och 3 procent är lösliga. 100 gram chiafrön innehåller 520 kcal och rekommenderas därför speciellt till personer som vill bli mer uthålliga, till exempel långtidslöpare.

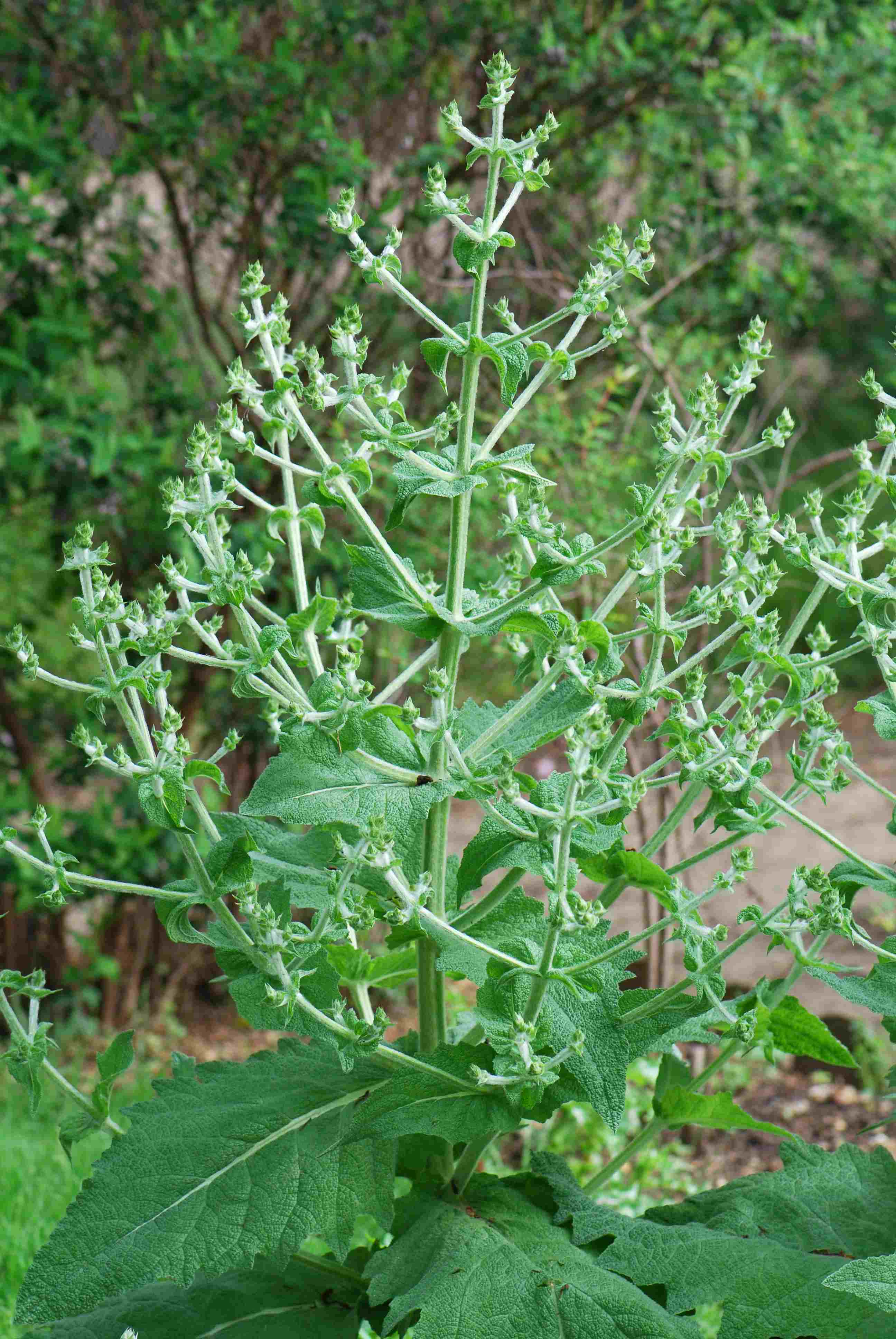
Chia har lång tradition som kulturväxt i Mesoamerika.

## Användning
Eftersom fröna är relativt smaklösa kan man tillsätta dem nästan i vilken mat som helst. Det rekommenderas ofta att tillsätta chiafrön i gröt, yoghurt, fil eller smoothies. Man kan även tillreda pudding eller gelé av chiafrön – eftersom de innehåller rikligt med gelébildande fibrer – genom att blötlägga fröna i vatten, mjölk eller annan vätska.
Positiva hälsoeffekter som chiafröna kan bidra till är viktminskning, förminskad fettintagning, balanserad blodsockerhalt, förebyggandet av tarmproblem, tillräcklig Omega-3-upptagning, förhöjd energinivå och minskning av oönskade effekter av åldrandet. Negativa sidoeffekter av chiafrön kan däremot vara farligt lågt blodtryck (speciellt hos äldre människor), förtunnat blod, gas- och uppblåsthetsproblem, allergier och cancer (förhöjd risk för prostatacancer hos män). Den påstådda höjningen av prostatacancerrisken har dock avvisats i "American Journal of Clinical Nutrition" år 2009, då man fann att studien som misskrediterat omega-3-syran ALA (och i förlängningen chiafrön) hade ett publiceringsbias och har således avfärdats.

## Begränsad användning
Då chiafrön inte funnits så länge på den europeiska marknaden hanteras det som ett nytt livsmedel inom EU,  vilket innebär att användningen är reglerad. EU har godkänt användandet av chiafrön i egen form eller som del av annat livsmedel, t.ex bröd, juice, bakverk. Ifall ett företag vill använda chiafrön i en icke-registrerad produkt måste de ansöka om tillstånd.   Detta verkar ha missats av vissa aktörer, bland annat uppmärksammades i GP att flera caféer inte kände till regleringen och således sålde den otillåtna produkten chiapudding  

## Bildgalleri

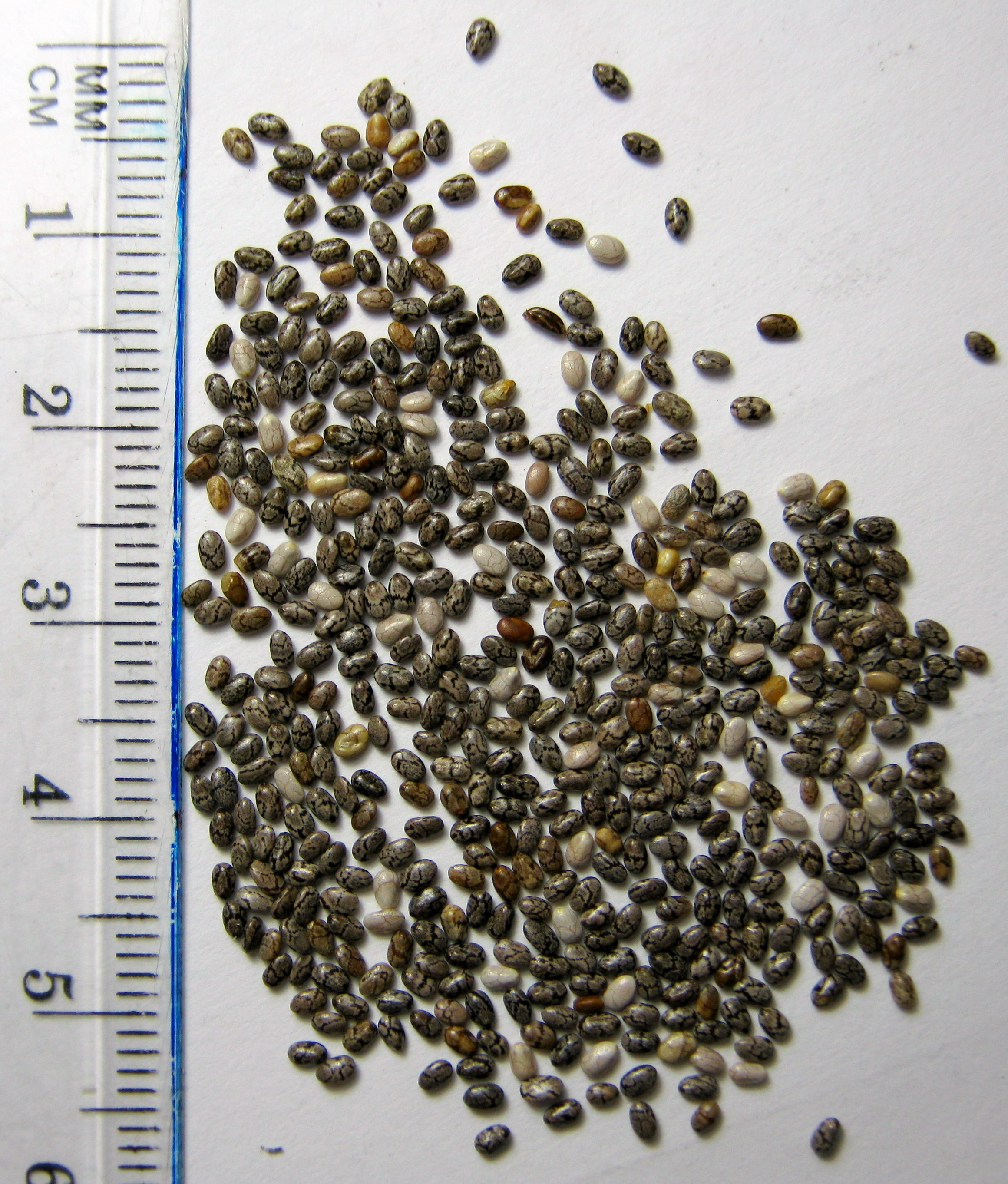
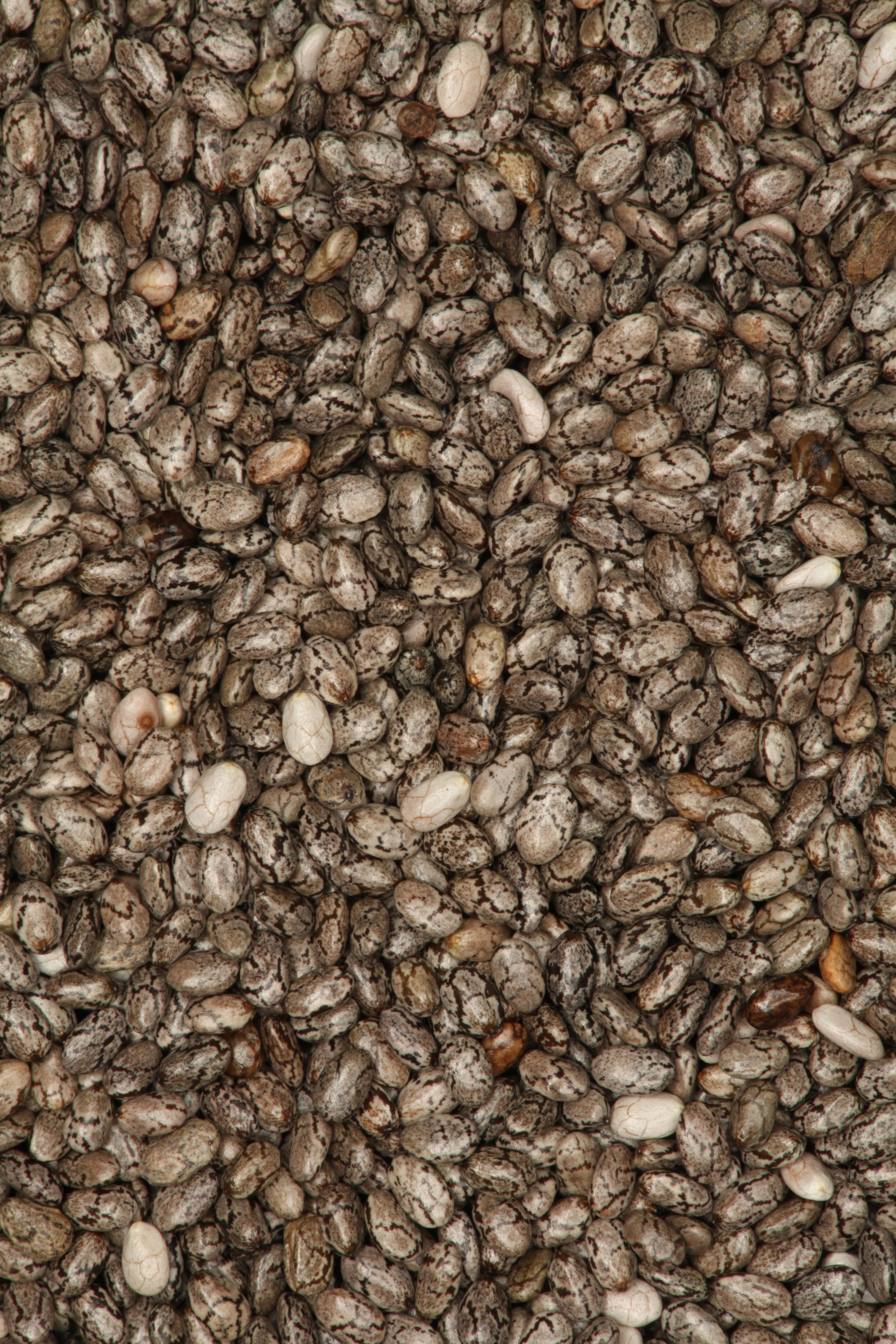
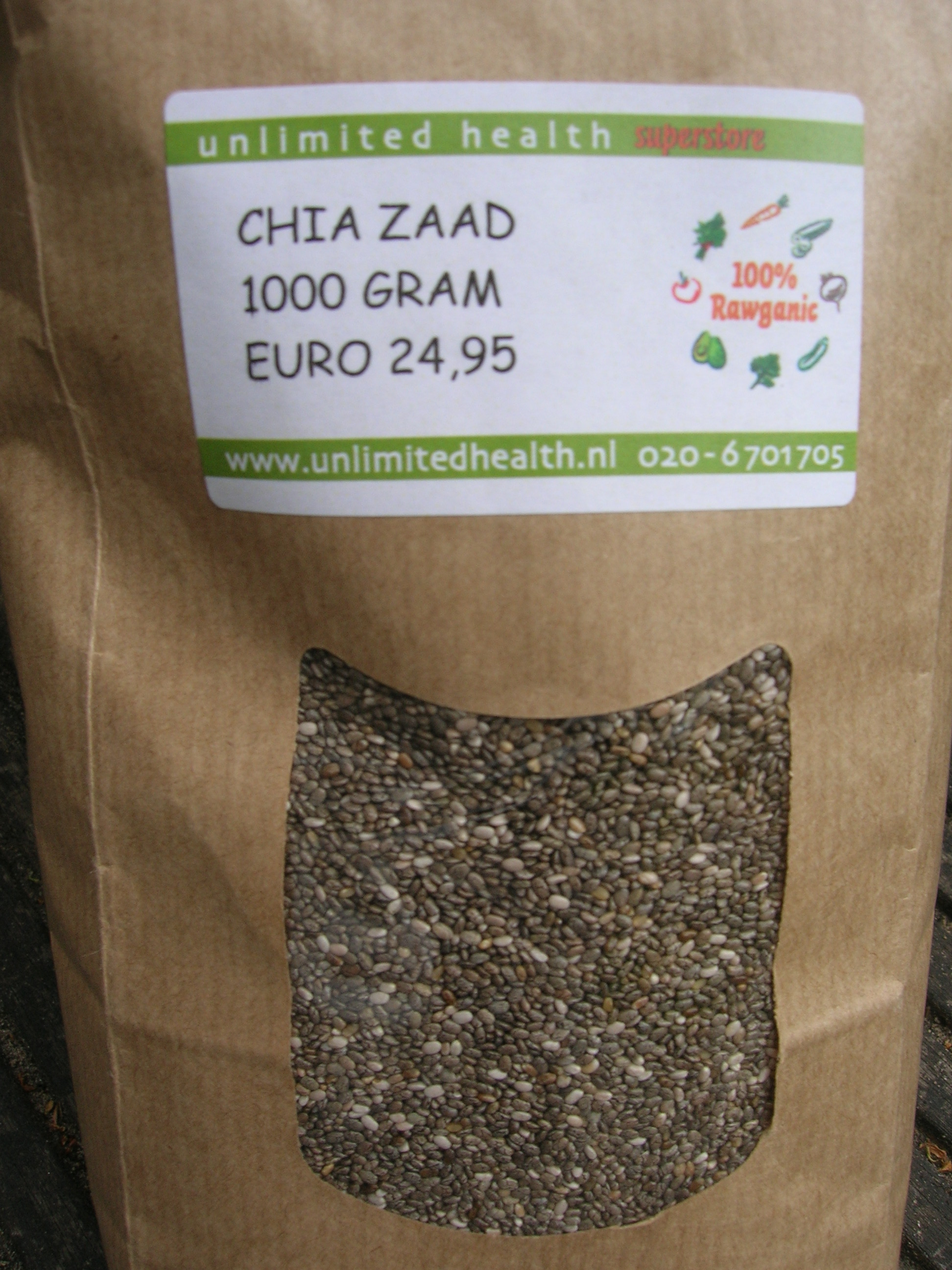